# Wólka Wielka
Wólka Wielka [ˈvulka ˈvjɛlka] (tiếng Đức: Groß Wolka; 1938–1945: Großwolken) là một khu định cư ở khu hành chính của Gmina Biskupiec, thuộc huyện Olsztyński, Warmińsko-Mazurskie, ở miền bắc Ba Lan. Nó nằm khoảng 12 kilômét (7 mi) phía bắc Biskupiec và 35 km (22 mi) về phía đông bắc của thủ đô khu vực Olsztyn.
Trước năm 1945, khu vực này là một phần của Đức (Đông Phổ).
Khu định cư có dân số 20 người.